# 林流喧嘩術
林流喧嘩術とは、林悦道が体系化した喧嘩における技術である。

## 歴史
創始者は林悦道である。
林悦道は、福さんという老人から喧嘩術を学んだ。その技術を整理し体系化したものが林流喧嘩術である。この福さんという老人は、関西方面でヤクザに喧嘩の技を教えていたステゴロ師というプロの喧嘩職人から喧嘩術を教わったという。
林悦道は、福さんから学んだ技、発想、稽古法などが、後に学んだ高木流柔術とよく似ていたことから、福さんの師のステゴロ師は柔術を学んだ人物だったのではないかと推測している。

## 技法
環境を武器化することを第一としている。
林流喧嘩術は相手を押し倒す技が多いことが特徴的である。
敵を押し倒し壁などの障害物にぶつける技術が大半を占める。
使用する確率の高い技から稽古する。
喧嘩術七法
第一法 掌底突き、足掛け掌底投げ
第二法 燕返し、蹴り、引き落とし
第三法 肩当て、掌底突き投げ
第四法 首押し左正拳
第五法 頭突き投げ
第六法 左右蹴り飛ばし
第七法 金的打ち、双手突き、顔面ひねり、左右踏み足